# Bernhard Rogge
Pour les articles homonymes, voir Rogge.
Bernhard Rogge (4 novembre 1899 - 29 juin 1982) est un officier de la marine allemande qui pendant la Seconde Guerre mondiale, commanda l'Atlantis, un navire corsaire de la Kriegsmarine. Nommé vice-amiral à la fin de la guerre, il sera après-guerre amiral dans la marine fédérale allemande.

## Biographie
Volontaire dans la Kaiserliche Marine de Guillaume II dès l’âge de 16 ans, il devient aspirant de marine sur le Moltke en 1916. Il servira ensuite dans la marine de la République de Weimar. En 1937, le régime hitlérien lui confia le commandement du plus beau navire à voile du monde et alors navire école de la marine allemande, le Albert-Leo Schlageter qui portait le nom d’un résistant allemand fusillé par les Français en 1923 dans la Ruhr (le navire est l'actuel Sagres de la marine portugaise).
Bien que considéré comme Mischling de second degré selon les lois raciales nazies (un de ses grands-parents était juif), il se vit confier en 1939 le commandement du cargo Goldenfels qui devait être transformé en croiseur auxiliaire. Rebaptisé Atlantis, le navire camouflé en navire de commerce, prit la mer. Le 22 octobre 1940, il prit le cargo yougoslave Durmitor et amena sa prise au port de Warsheik (Somalie italienne). Le 8 novembre 1940, il s’empare du pétrolier norvégien Teddy mais sa plus belle prise fut sans doute le cargo mixte britannique SS Automedon (en) capturé le 11 novembre 1940 dans le Pacifique. Dans le coffre-fort du navire, les Allemands mirent la main sur le plan de défense britannique de Singapour, les codes de la marine marchande britannique et l’organigramme des forces armées britanniques en Extrême-Orient, documents qui seront remis aux Japonais. C'est alors qu'en remerciement, le Gouvernement lui fit présent d'un katana, les seuls autres Allemands ayant eu cet honneur ayant été Hermann Göring et Erwin Rommel.
Le 8 décembre 1940, Rogge apprit que Hitler le faisait chevalier de la croix de fer. En avril 1941, le navire avait coulé ou capturé seize navires ennemis. Le 17 avril 1941, l’Atlantis attaque par erreur un paquebot égyptien, le Zamzam. Le capitaine Rogge avait bien reconnu… le transporteur de troupes Leicestershire qu’il était encore en 1940, mais ignoré sa vente à l'Égypte depuis. Bien qu’il n’y eût que trois blessés graves, l’incident fut médiatisé par un journaliste américain présent à bord, David E. Scherman…
Le 22 novembre 1941, l'Atlantis est coulé dans l'Atlantique Sud par le croiseur britannique HMS Devonshire alors que le navire corsaire réapprovisionnait des sous-marins allemands et bien qu'ayant tenté une ultime ruse pour se faire passer pour un navire hollandais. L'équipage est secouru par l'U-126 qui le dépose au Brésil. Ils y sont récupérés deux jours plus tard par le navire ravitailleur allemand Python, mais, le 1er décembre, celui est attaqué à son tour par le HMS Dorsetshire, alors qu'il ravitaillait également des sous-marins. Les équipages sont récupérés par des sous-marins et seront rapatriés en Europe par différents sous-marins allemands et italiens.
Rogge est nommé contre-amiral en 1943, puis vice-amiral en mars 1945. Ce sera l'un des rares officiers généraux allemands qui ne sera pas inquiété après-guerre, principalement par le traitement humain qu'il accorda à ses prisonniers lorsqu'il était commandant de l'Atlantis.
Après une période d'inactivité, il est intégré dans la nouvelle marine ouest-allemande au grade de konteradmiral en 1957. Il deviendra commandant des forces de l'OTAN pour l'Allemagne du Nord. Il prend sa retraite en novembre 1962 et meurt à Hambourg en 1982, à 83 ans.